# 선정릉
선정릉(宣靖陵, 사적 199호)은 대한민국 서울특별시 강남구 삼성동에 있는 조선 왕릉으로 세 개의 능이 있다고 하여 삼릉공원이라고도 불린다. 이 곳에는 조선 9대 임금 성종과 계비 정현왕후 윤씨의 무덤인 선릉, 11대 임금 중종의 무덤인 정릉이 있다.
선릉(宣陵)과 정릉(靖陵)을 합쳐 선정릉(宣靖陵)이라 하는데, 선릉으로 더 많이 알려져 있다. 1495년에 성종의 능인 선릉을 세웠고, 그 뒤 1530년에 성종의 제2계비인 정현왕후(貞顯王后)의 능을 선릉의 동쪽에 안장하였다. 이는 왕과 왕비의 능을 정자각 배후 좌우 두 언덕에 각각 한 봉분씩 조성한 경우로 동원(同原) 이강(異岡) 형식이라 한다. 
그 후, 1562년, 문정왕후는 1544년에 축조된 중종의 능인 정릉(靖陵)을 경기도 고양군 원당읍 원당리에서 이곳으로 옮기게 된다. 풍수지리상 원당리의 지세가 좋지 않았기 때문인데, 이 곳 또한 매년 여름이면 능이 침수되어 재실에 물이 차게 되는 피해를 입었다. 결국, 중종과 함께 안장되기를 바랐던 문정왕후는 그 뜻을 이루지 못하고, 현재 태릉(泰陵)에 홀로 안장되어 있다. 
선정릉은 임진왜란 때 왜병(倭兵)에 의해 파헤쳐지는 등 수난을 겪기도 했으나, 현재까지도 도심 한가운데에 남아 보존되고 있다. 사적 제199호이고, 2009년 6월 30일, 유네스코 세계문화유산으로 등재되었다.

## 임진왜란과 선정릉
선릉과 정릉은 임진왜란 때 파헤쳐져 재궁이 전부 불타 버렸기 때문에, 선릉과 정릉의 세 능상 안에는 시신이 없다. 정릉의 경우는 좀 더 특수한데, 성종과 정현왕후의 능침에서는 아예 잿더미들만 나왔지만 중종의 능침에서는 시신이 나왔기 때문이다. 이 시신이 중종의 것인지 아닌지를 가려내기 위해 원로 대신에서부터 궁중의 나인들까지 동원되어 살펴보았지만 중종이 승하한 지 오래 되어 외모를 기억하는 사람들이 몇 없었고 남은 사람들도 고령이라 확인이 힘들었다. 
남아있던 기록과 시신의 모습이 달랐고 중종이 승하할 당시가 더운 여름이었는데 시신이 부패하지 않고 남아있다는 점 때문에 왜군이 왕릉을 욕보이기 위해 가져다 둔 시신이 아닌가 하는 의문이 제기되기도 했지만 혹시나 중종의 시신이라고 했었다는데, 그 후 시신은 선정릉 근처의 정결한 곳에 묻었다. 어쨌든 선정릉의 세 능상은 모두 비어있으며(정확히는 보수하면서 새로 만들어 올린 의복들만 묻혀있다), 그 시신이 정말 중종의 시신이었는지 아닌지 확실하게 확인할 방법은 아직은 없다.

## 기타 사항
- 인근 테헤란로의 원래 이름은 이 선정릉에 봉분 세 개가 있다는 것에 착안한 '삼릉로'(三陵路)였다.[2]

## 사진

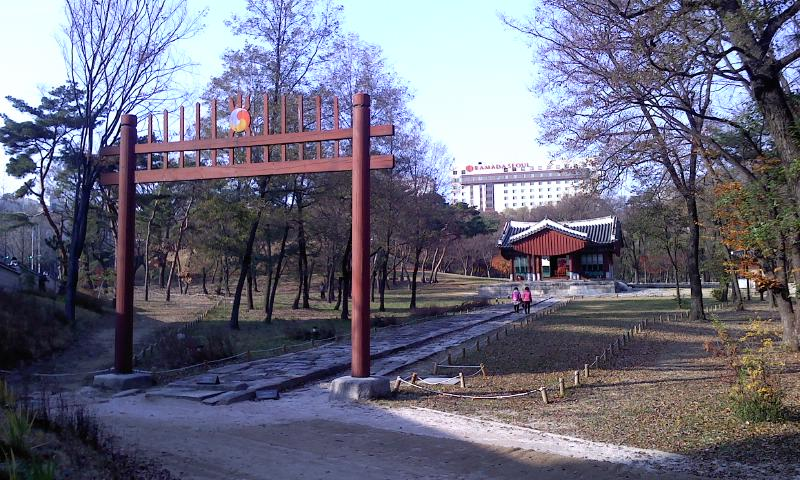
선릉의 전경

## 같이 보기
- 성종 (조선)
- 중종 (조선)

## 참고 자료
- 서울 선릉과 정릉 - 국가유산청 국가유산포털
- 서울의 공원[깨진 링크(과거 내용 찾기)]
- 본 문서에는 서울특별시에서 지식공유 프로젝트를 통해 퍼블릭 도메인으로 공개한 저작물을 기초로 작성된 내용이 포함되어 있습니다.